# Pieter Cornelius Tobias Snellen
Pieter Cornelius Tobias Snellen (30 de agosto de 1832 - 29 de marzo de 1911) fue un entomólogo holandés.
Pieter Snellen era un comerciante de Róterdam. No debe confundirse con Samuel Constantinus Snellen van Vollenhoven, otro entomólogo de Róterdam.

## Trabajos
- Lepidoptera / door P.C.T. Snellen met eene inleidung door Joh. F. Snelleman. Leiden, Brill,1892 online at BHL
- The Rhopalocera of Java. con Murinus Cornelius Piepers y Hans Fruhstorfer. The Hague,M. Nijhoff 1909-18. online at Biodiversity Heritage Library.
- Snellen, P.C.T. 1872 Bijdrage tot de Vlinder-Faune van Neder-Guinea, zuidwestelijk gedeelte van Afrika. Tidschrift voor Entomologie 15:1-112.
- Snellen, P.C.T. 1882 Aanteekeningen over Afrikaanische Lepidoptera. Tidschrift voor Entomologie 25:215-234.